# 櫛屋町西
櫛屋町西（くしやちょうにし）は、大阪府堺市堺区にある地名。2024年現在の行政地名は櫛屋町西一丁。住居表示は実施済。

## 地理
堺区の中央部に位置する。南東は櫛屋町東、北東は車之町西、北西は戎島町、南西は戎之町西に接する。

### 河川
- 内川
  - 戎島橋
  - 新橋

## 歴史

### 沿革
はじめ1 - 2丁、1959年（昭和34年）から1丁がある。
- 1872年（明治5年）、櫛屋町中浜・櫛屋町浜より、櫛屋町西成立。堺町のうち。
- 1879年（明治12年）、郡区町村編制法施行により、堺区の所属となる。
- 1889年（明治22年）、市制施行により、堺市の所属となる。
- 1959年（昭和34年）、一部を車之町西1 - 3丁に編入し、櫛屋町の一部を編入[6]。
- 2006年（平成18年）、堺市が政令指定都市に移行し、行政区を設置。櫛屋町西は堺区の所属となる。

## 学区
市立小・中学校に通う場合、学区は以下の通りとなる。
| 丁           | 番   | 小学校         | 中学校           |
| ------------ | ---- | -------------- | ---------------- |
| 櫛屋町西一丁 | 全域 | 堺市立市小学校 | 堺市立月州中学校 |

## 交通

### バス
2024年1月現在
- 南海バス[8]
  - 81・81L・84・84L系統：花田口

### 道路
- 大道筋（堺市道大道筋）
- 堺大和路線（大阪府道12号堺大和高田線）

## 施設
- ザビエル公園

## 郵便
- 郵便番号：590-0949[3]（集配局：堺郵便局[9]）。

## ギャラリー

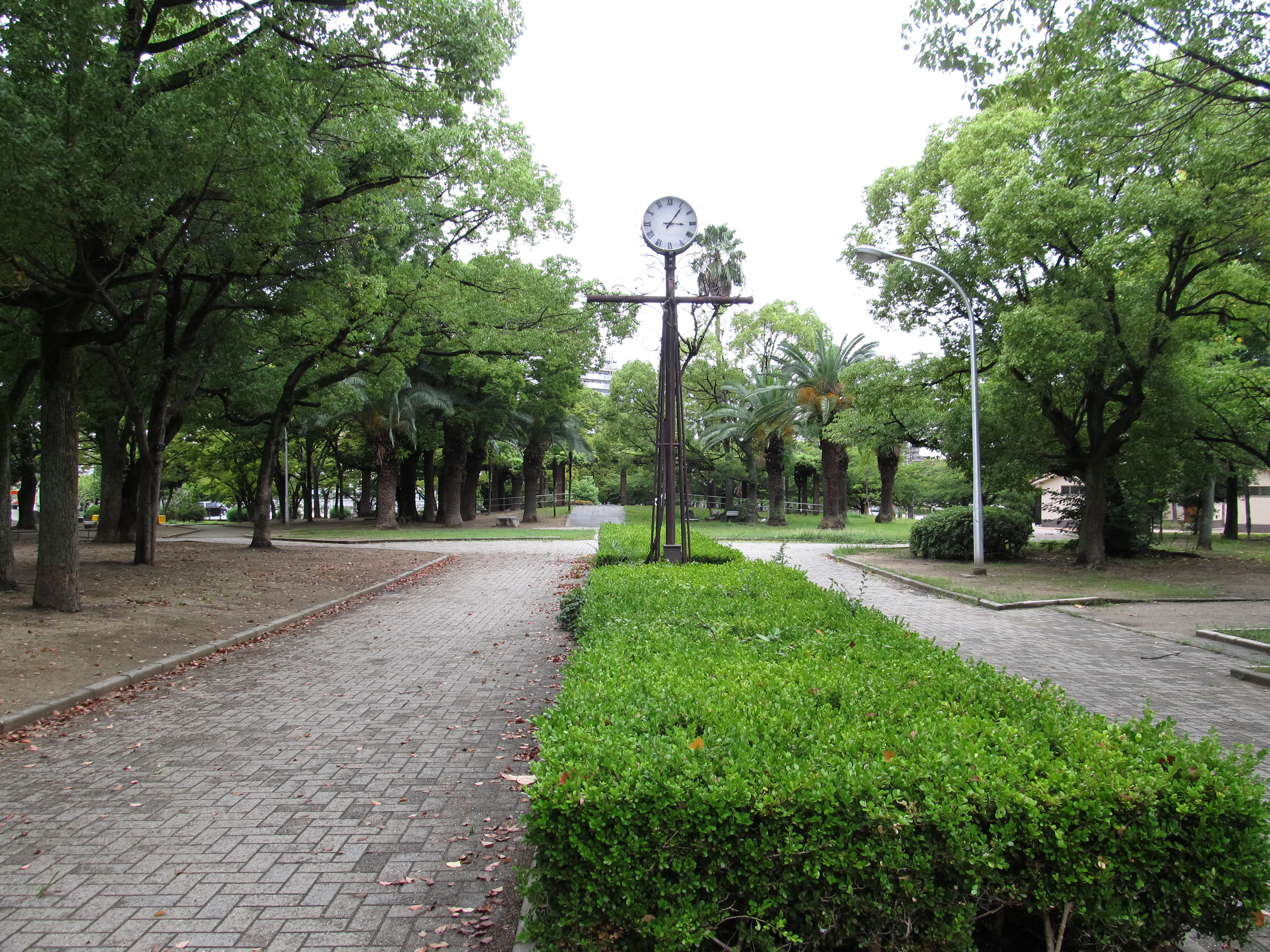
戎公園（ザビエル公園）